# Kariane Bourassa
Kariane Bourassa, née en 1991 à Drummondville, est une journaliste et femme politique québécoise. Elle est députée de Charlevoix–Côte-de-Beaupré à l'Assemblée nationale du Québec sous la bannière de la Coalition avenir Québec depuis 2022.

## Biographie
Née en 1991 à Drummondville, Kariane Bourassa grandit en Mauricie où elle étudie en art et littérature au Collège Laflèche, un établissement d'enseignement collégial privé à Trois-Rivières. Elle y décroche son diplôme d'études collégiales en 2008. Elle déménage ensuite à Montréal où elle complète un baccalauréat en journalisme à l'Université du Québec à Montréal en 2010.

### Carrière professionnelle
Kariane Bourassa obtient son premier emploi comme journaliste pendant qu'elle étudie au Collège Laflèche, alors qu'elle écrit pour L'Hebdo Journal de Trois-Rivières. Elle continue sa carrière journalistique également pendant ses études universitaires en travaillant à la radio Rouge FM et NRJ. Après avoir travaillé avec Mario Dumont et Caroline Proulx dans le cadre de ses stages, elle se dirige vers la télévision en acceptant un premier emploi pour la chaîne de télévision ADR pour les personnes recherchés ou disparues. Ses études terminées, elle travaille pendant plus d'un an et demi à Radio-Canada au Téléjournal Mauricie. Par la suite, elle se promène dans les régions du Québec en travaillant notamment à TVA Sherbrooke pour l'émission Salut, Bonjour !, à la radio Cogeco Nouvelles Rythme FM en Mauricie, au Journal de Montréal, à Salut, Bonjour ! à Rimouski et à Montréal et finalement, aux TVA nouvelles à Québec,.

### Carrière politique
Lors des élections québécoises du 3 octobre 2022, elle se présente pour la Coalition avenir Québec dans la circonscription de Charlevoix–Côte-de-Beaupré pour succéder à Émilie Foster, la député caquiste qui ne sollicite pas un nouveau mandat. Elle est élue députée à l'Assemblée nationale du Québec avec 48,17 % des voix, devançant sa plus proche rivale, Odré Lacombe du Parti conservateur du Québec par 11 216 voix,.
Le 4 novembre 2022, elle est nommée adjointe parlementaire du ministre de la Justice, Simon Jolin-Barrette,.

## Résultats électoraux
|                                                                                               | Nom              | Parti              | Nombre de voix | %      | Maj.   |
| --------------------------------------------------------------------------------------------- | ---------------- | ------------------ | -------------- | ------ | ------ |
|                                                                                               | Kariane Bourassa | Coalition avenir   | 17 979         | 48,2 % | 11 216 |
|                                                                                               | Odré Lacombe     | Conservateur       | 6 763          | 18,1 % | -      |
|                                                                                               | Lucien Rodrigue  | Parti québécois    | 6 041          | 16,2 % | -      |
|                                                                                               | Myriam Fortin    | Québec solidaire   | 4 677          | 12,5 % | -      |
|                                                                                               | Michel Bureau    | Libéral            | 1 756          | 4,7 %  | -      |
|                                                                                               | Stefany Tremblay | Démocratie directe | 106            | 0,3 %  | -      |
| Total                                                                                         | Total            | Total              | 37 322         | 100 %  |        |
| Le taux de participation lors de l'élection était de 70,2 % et 430 bulletins ont été rejetés. |                  |                    |                |        |        |